# Кельбасса, Альфред
Альфред Кельбасса (нем. Alfred Kelbassa; 21 апреля 1925, Гельзенкирхен, Вестфалия — 11 августа 1988, Дортмунд, Северный Рейн-Вестфалия) — немецкий футболист, нападающий. Выступал за сборную ФРГ.

## Клубная карьера
Родился 21 апреля 1925 года в городе Гельзенкирхен, Пруссия. Выступал в составе любительского клуба «Шварц-Вайс Бюльсе». В 1942 году выиграл молодёжный чемпионат Германии по пятиборью. Становился чемпионом Западной Германии по пятиборью в 1947 и 1948 годах; пробегал 100 метров за 10,60 секунды, прыгал в длину на 6,60 метров. В августе 1949 года получил диплом учителя физкультуры в Кёльнском спортивном университете.
В 1940—1946 годах выступал за «Гельзенкирхен-Буер», во время войны в качестве гостевого игрока пополнял команды «Хольштайн» и «Фортуна Глюкштадт». После окончания войны выступал за Хорст-Эмшер и «Пройссен Мюнстер». В 1954 году перешёл в дортмундскую «Боруссию», в составе которой забил 132 гола в 212 матчах во всех турнирах, трижды становился чемпионом ФРГ и дважды лучшим бомбардиром оберлиги «Запад».
После сезона 1961/62 завершил карьеру, однако из-за травмы нападающего Юргена Шютца был возвращён в команду и сыграл четыре матча в победном розыгрыше 1962/63.
После завершения карьеры работал учителем физкультуры и офисным работником в Дортмунде. Скончался 11 августа 1988 года после инсульта. Его сын, женился на дочери его партнёра по «Боруссии» Альфреде Нипикло. В честь Кельбасса был названа улица в городе Бракель, где расположен тренировочный центр «Боруссия Дортмунд».

## Характеристика игрока
Обладал быстрой скоростью, хорошей техникой и сильным ударом, партнёры по команде отмечали его как самого быстрого игрока в составе.

## Международная карьера
23 декабря 1956 года в товарищеском матче против сборной Бельгии Альфред дебютировал в составе сборной Германии и отметился первым голом.
В 1958 году в составе сборной ФРГ Кельбасса принял участие в чемпионате мира в Швеции. На турнире он сыграл в матче за третье место против сборной Франции.
| Матчи Кельбасса за сборную ФРГ | Матчи Кельбасса за сборную ФРГ | Матчи Кельбасса за сборную ФРГ | Матчи Кельбасса за сборную ФРГ | Матчи Кельбасса за сборную ФРГ | Матчи Кельбасса за сборную ФРГ |
| ------------------------------ | ------------------------------ | ------------------------------ | ------------------------------ | ------------------------------ | ------------------------------ |
| №                              | Дата                           | Соперник                       | Счёт                           | Голы                           | Соревнование                   |
| 1                              | 23 декабря 1956                | Бельгия                        | 4:1                            | 60′                            | товарищеский матч              |
| 2                              | 22 мая 1957                    | Шотландия                      | 1:3                            | —                              | товарищеский матч              |
| 3                              | 20 ноября 1957                 | Швеция                         | 1:0                            | —                              | товарищеский матч              |
| 4                              | 22 декабря 1957                | Венгрия                        | 1:0                            | 19′                            | товарищеский матч              |
| 5                              | 2 марта 1958                   | Бельгия                        | 2:0                            | —                              | товарищеский матч              |
| 6                              | 28 июня 1958                   | Франция                        | 3:6                            | —                              | ЧМ 1958                        |

## Достижения
«Боруссия Дортмунд»
- Чемпион ФРГ: 1956[12], 1957[12], 1962[1]